# 열잡음
존슨-나이퀴스트 잡음(Johnson–Nyquist noise), 열잡음(thermal noise), 존슨 잡음(Johnson noise), 나이퀴스트 잡음(Nyquist noise)는 평형 상태에서 전기 전도체 내부의 전하 운반자(일반적으로 전자)의 열적 교반에 의해 생성되는 전자 잡음으로, 이는 적용된 전압에 관계없이 발생한다. 열잡음은 모든 전기 회로에 존재하며 민감한 전자 장비(예: 라디오 수신기)에서는 약한 신호를 가려낼 수 있으며 전기 측정 장비의 감도를 제한하는 요소가 될 수 있다. 열잡음은 온도에 따라 증가한다. 전파 망원경 수신기와 같은 일부 민감한 전자 장비는 회로의 열잡음을 줄이기 위해 극저온으로 냉각된다. 이 잡음의 일반적이고 통계적인 물리적 유도를 변동 소산 정리(fluctuation-dissipation theorem)라고 하며, 여기서 일반화된 임피던스 또는 일반화된 민감성을 사용하여 매체를 특성화한다.
이상적인 저항기의 열잡음는 백색잡음에 가깝다. 즉, 전력 스펙트럼 밀도는 주파수 스펙트럼 전체에 걸쳐 거의 일정하지만 매우 높은 주파수(실온의 경우 테라헤르츠)에서는 0으로 감소한다. 유한한 대역폭으로 제한되면 열잡음는 거의 가우스 진폭 분포를 갖는다.

## 같이 보기
- 푸아송 잡음
- 분홍색 잡음